# Arthur Purves Phayre
Sir Arthur Purves Phayre (Shrewsbury, 7 maggio 1812 – Bray, 14 dicembre 1885) è stato un militare inglese che ricoprì l'incarico di amministratore coloniale di Birmania e di Maurizio.

## Biografia
Phayre nacque da Richard Phayre e frequentò la scuola Shrewsbury in Inghilterra.
Nel 1828 si arruolò nell'esercito anglo-indiano e nel 1846 divenne assistente al commissario della provincia birmana di Tanintharyi. Nel 1849 fu promosso a sua volta commissario della provincia di Arakan e dopo la seconda guerra anglo-birmana fu trasferito a Bago. Nel 1854 fu promosso per brevetto a capitano e nel 1862 a tenente colonnello.

### Amministratore coloniale
Nel 1862, in contemporanea con la sua promozione militare, divenne commissario dell'intera Birmania inglese e ricoprì questo incarico fino al 1867. Successivamente dal 1874 ricoprì la carica di governatore di Maurizio.
Durante questi incarichi pubblici fu insignito nel 1864 con il grado di Compagno Cavaliere dell'Ordine del Bagno, nel 1866 fu promosso a colonnello e nel 1867 fu insignito dell'Ordine della Stella d'India. Nel 1871 fu promosso a maggiore generale e nel 1873 tenente generale. Nel 1878 si ritirò a vita privata a Bray e fu insignito con l'Ordine di San Michele e San Giorgio.

### Naturalista
Phayre scrisse la History of Burma in cui, oltre a raccogliere per la prima volta tutti i fatti storici di questa nazione in un unico libro, descriveva anche alcune specie di animali che portano il suo nome:
- Trachypithecus phayrei;
- Hylopetes phayrei;
- Hydrornis phayrei;
- Treron phayrei.

### Numismatico
Collezionò diverse monete, alcune delle quali conservate oggi nel British Museum, e nel 1862 scrisse Coins of Arakan, of Pegu, and of Burma per la rivista International Numismata Orientalia. In questa pubblicazione erano descrite le monete in uso in Birmania.